# Ян Лаперр'єр
Ян Лаперр'єр (фр. Ian Laperrière, нар. 19 січня 1974, Монреаль) — канадський хокеїст, що грав на позиції крайнього нападника.
Провів понад тисячу матчів у Національній хокейній лізі.

## Ігрова кар'єра
Хокейну кар'єру розпочав 1990 року.
1992 року був обраний на драфті НХЛ під 158-м загальним номером командою «Сент-Луїс Блюз». 
Протягом професійної клубної ігрової кар'єри, що тривала 18 років, захищав кольори команд «Сент-Луїс Блюз», «Нью-Йорк Рейнджерс», «Лос-Анджелес Кінгс», «Колорадо Аваланч» та «Філадельфія Флаєрс».
Загалом провів 1150 матчів у НХЛ, включаючи 67 ігор плей-оф Кубка Стенлі.

## Тренерська робота
З 29 червня 2012 тренер молодіжного складу «Філадельфія Флаєрс».

## Нагороди та досягнення
- «Кубок RDS» — найкращому новачку року QMJHL (1993)
- Приз Білла Мастерсона — 2011.

## Статистика
| Сезон        | Клуб                    | Ліга         | Регулярний сезон | Регулярний сезон | Регулярний сезон | Регулярний сезон | Регулярний сезон | Плей-оф | Плей-оф | Плей-оф | Плей-оф | Плей-оф |
| Сезон        | Клуб                    | Ліга         | І                | Г                | П                | О                | ШХ               | І       | Г       | П       | О       | ШХ      |
| ------------ | ----------------------- | ------------ | ---------------- | ---------------- | ---------------- | ---------------- | ---------------- | ------- | ------- | ------- | ------- | ------- |
| 1990–91      | «Драммонвіль Волтіжерс» | ГЮХЛК        | 65               | 19               | 29               | 48               | 117              | 14      | 2       | 9       | 11      | 48      |
| 1991–92      | «Драммонвіль Волтіжерс» | ГЮХЛК        | 70               | 28               | 49               | 77               | 160              | —       | —       | —       | —       | —       |
| 1992–93      | «Драммонвіль Волтіжерс» | ГЮХЛК        | 60               | 44               | 96               | 140              | 188              | —       | —       | —       | —       | —       |
| 1993–94      | «Драммонвіль Волтіжерс» | ГЮХЛК        | 62               | 41               | 72               | 113              | 150              | —       | —       | —       | —       | —       |
| 1993–94      | «Сент-Луїс Блюз»        | НХЛ          | 1                | 0                | 0                | 0                | 0                | —       | —       | —       | —       | —       |
| 1993–94      | «Пеорія Рівермен»       | ІХЛ          | —                | —                | —                | —                | —                | 5       | 1       | 3       | 4       | 2       |
| 1994–95      | «Пеорія Рівермен»       | ІХЛ          | 51               | 16               | 32               | 48               | 111              | —       | —       | —       | —       | —       |
| 1994–95      | «Сент-Луїс Блюз»        | НХЛ          | 37               | 13               | 14               | 27               | 85               | 7       | 0       | 4       | 4       | 21      |
| 1995–96      | «Вустер Айскетс»        | АХЛ          | 3                | 2                | 1                | 3                | 22               | —       | —       | —       | —       | —       |
| 1995–96      | «Сент-Луїс Блюз»        | НХЛ          | 33               | 3                | 6                | 9                | 87               | —       | —       | —       | —       | —       |
| 1995–96      | «Нью-Йорк Рейнджерс»    | НХЛ          | 28               | 1                | 2                | 3                | 53               | —       | —       | —       | —       | —       |
| 1995–96      | «Лос-Анджелес Кінгс»    | НХЛ          | 10               | 2                | 3                | 5                | 15               | —       | —       | —       | —       | —       |
| 1996–97      | «Лос-Анджелес Кінгс»    | НХЛ          | 62               | 8                | 15               | 23               | 102              | —       | —       | —       | —       | —       |
| 1997–98      | «Лос-Анджелес Кінгс»    | НХЛ          | 77               | 6                | 15               | 21               | 131              | 4       | 1       | 0       | 1       | 6       |
| 1998–99      | «Лос-Анджелес Кінгс»    | НХЛ          | 72               | 3                | 10               | 13               | 138              | —       | —       | —       | —       | —       |
| 1999–00      | «Лос-Анджелес Кінгс»    | НХЛ          | 79               | 9                | 13               | 22               | 185              | 4       | 0       | 0       | 0       | 2       |
| 2000–01      | «Лос-Анджелес Кінгс»    | НХЛ          | 79               | 8                | 10               | 18               | 141              | 13      | 1       | 2       | 3       | 12      |
| 2001–02      | «Лос-Анджелес Кінгс»    | НХЛ          | 81               | 8                | 14               | 22               | 125              | 7       | 0       | 1       | 1       | 9       |
| 2002–03      | «Лос-Анджелес Кінгс»    | НХЛ          | 73               | 7                | 12               | 19               | 122              | —       | —       | —       | —       | —       |
| 2003–04      | «Лос-Анджелес Кінгс»    | НХЛ          | 62               | 10               | 12               | 22               | 58               | —       | —       | —       | —       | —       |
| 2005–06      | «Колорадо Аваланч»      | НХЛ          | 82               | 21               | 24               | 45               | 116              | 9       | 0       | 1       | 1       | 27      |
| 2006–07      | «Колорадо Аваланч»      | НХЛ          | 81               | 8                | 21               | 29               | 133              | —       | —       | —       | —       | —       |
| 2007–08      | «Колорадо Аваланч»      | НХЛ          | 70               | 4                | 15               | 19               | 140              | 10      | 1       | 1       | 2       | 19      |
| 2008–09      | «Колорадо Аваланч»      | НХЛ          | 74               | 7                | 12               | 19               | 163              | —       | —       | —       | —       | —       |
| 2009–10      | «Філадельфія Флаєрс»    | НХЛ          | 82               | 3                | 17               | 20               | 162              | 13      | 0       | 1       | 1       | 6       |
| Усього в НХЛ | Усього в НХЛ            | Усього в НХЛ | 1083             | 121              | 215              | 336              | 1956             | 67      | 3       | 10      | 13      | 102     |